# Toledo (Cerro Largo)
Toledo és una entitat de població de l'Uruguai, ubicada al sud-est del departament de Cerro Largo.
Es troba a 121 metres sobre el nivell del mar. Té una població aproximada de 100 habitants.